# Iride (anatomia)
L'iride è una membrana interna del bulbo oculare, pigmentata di colore vario, di forma circolare e con la funzione di diaframma, situata tra la cornea e il cristallino. Insieme al corpo ciliare e alla coroide, forma la tonaca vascolare dell'occhio. Ha la forma di un disco circolare di circa 10 mm di diametro, con un'apertura centrale circolare detta pupilla, il cui diametro può cambiare (tra circa 2 e 8 mm) proprio grazie ai movimenti dell'iride.

## Disposizione e rapporti
L'iride forma la parte anteriore della tonaca vascolare dell'occhio: anteriormente l'umor acqueo la separa dalla cornea (con la quale è in continuità lateralmente) e forma la parete posteriore della camera anteriore dell'occhio; posteriormente è appoggiata al cristallino con il quale delimita la camera posteriore dell'occhio.

## Vascolarizzazione ed innervazione

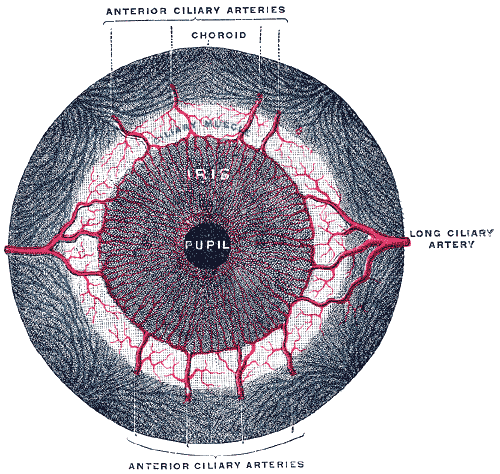
Vascolarizzazione dell'iride

L'iride è irrorata dalle arterie ciliari posteriori lunghe mediale e laterale che nelle vicinanze del margine ciliare sfioccano in rami che si anastomizzano fra loro e con rami delle arterie ciliari anteriori per formare il grande cerchio arterioso dell'iride. Da tale struttura vascolare nascono rami ciliari e iridei. Questi ultimi, anastomizzano vicino al margine pupillare dell'iride a formare il piccolo cerchio arterioso dell'iride.
Il sangue proveniente dall'iride viene drenato dalle vene vorticose che confluiscono nella vena oftalmica.
Come tutte le strutture del bulbo oculare, drenaggio linfatico si costituisce in spazi perivascolari, che comunicano con gli spazi delle meningi encefaliche dove poi la linfa si riversa.
L'innervazione riguarda principalmente i muscoli sfintere e dilatatore della pupilla e la parete dei vasi che vengono raggiunti da fibre visceroeffettrici dei nervi ciliari brevi (rami del ganglio ciliare) e lunghi (rami del nervo oftalmico).
Il muscolo dilatatore della pupilla riceve fibre simpatiche postgangliari del ganglio cervicale superiore che riceve a sua volta fibre pregangliari dal centro ciliospinale del midollo spinale.
Il muscolo sfintere della pupilla riceve fibre parasimpatiche postgangliari del ganglio ciliare che a sua volta riceve fibre pregangliari dal nucleo di Edinger-Westphal.

## Struttura

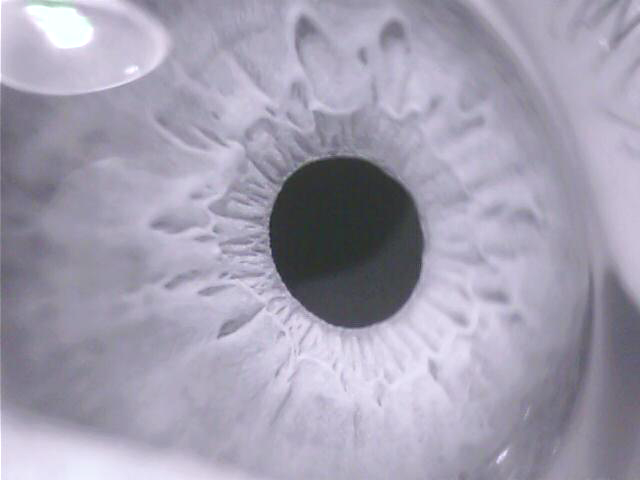
Fotografia infrarossa di un'iride marrone contratta

L'iride è formata da tre strati, in senso anteroposteriore: endotelio, stroma ed epitelio.
L'endotelio riveste la faccia anteriore, è in continuità con l'omologo strato corneo e presenta numerose depressioni o cripte. Lo stroma costituisce la parte più voluminosa, è formato da tessuto connettivo fibrillare e presenta una struttura muscolare anulare, il muscolo sfintere della pupilla, costituita da fasci di fibrocellule paralleli fra loro e al margine pupillare. L'epitelio è formato da uno strato interno costituito da cellule poliedriche pigmentate che ne danno un colorito scuro e uno strato esterno che continua con lo strato esterno della parte ciliare della retina ed è formato da cellule mioepiteliali che danno vita al muscolo dilatatore della pupilla.

## Derivazione embriologica
L'iride deriva dal bordo del calice ottico che, accrescendosi verso l'interno, copre in parte il cristallino. Gli strati epiteliali dell'iride derivano dai due strati del calice ottico, mentre lo stroma deriva dalle cellule delle creste neurali che migrano in sede. I muscoli, invece, derivano dal neuroectoderma del calice e quindi da una trasformazione delle cellule epiteliali in muscolari..

## Colore

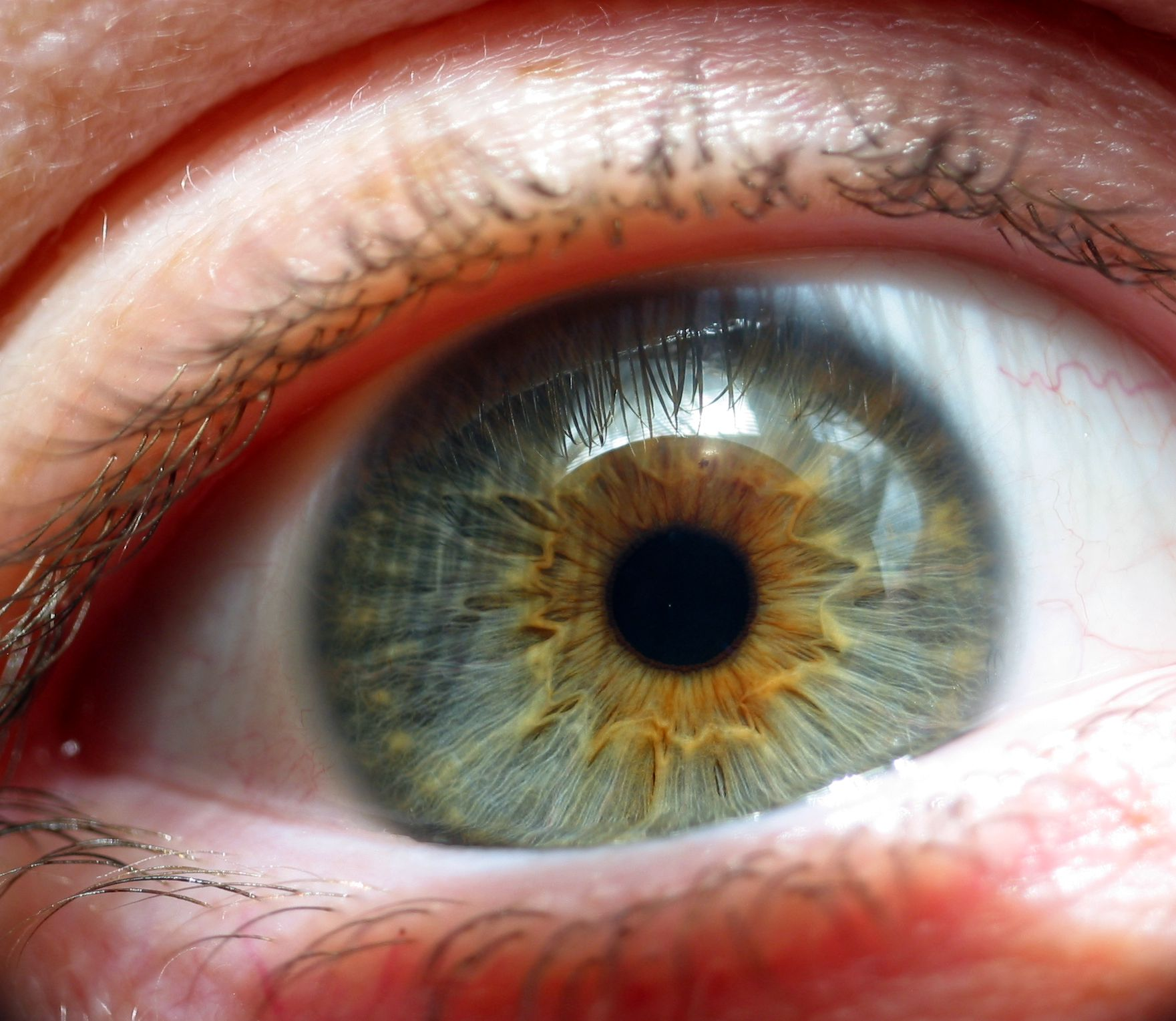
Iride con eterocromia

La parte dell'iride pigmentata è la faccia anteriore e tale caratteristica è dovuta al pigmento del suo strato profondo e degli strati superficiali. Lo strato profondo (parte iridea della retina) dona una colorazione scura che si modifica con il passaggio della luce, la quale subisce fenomeni di diffrazione e riporta un colorito che va dall'azzurro al grigio scuro determinando il colore fondamentale dell'iride. Tale colore viene poi modificato dal pigmento, se presente, degli strati superficiali (cioè lo stroma).
La colorazione dipende dalla presenza di melanina e nei neonati appare sempre blu chiara o grigia. Tra il VI e il X mese si assiste alla pigmentazione dell'iride e quindi alla colorazione degli occhi del bambino.
L'iride può assumere colorazioni diverse: le più comuni vanno dal marrone scuro al marrone chiaro (nocciola), che sono le più diffuse; vi sono poi le tonalità del grigio, del blu, dell'azzurro e del verde chiaro (tutti caratteri recessivi), presenti con maggior frequenza nelle popolazioni del Nord Europa.

## Funzione

La principale funzione dell'iride è quella di regolare la quantità di luce che colpisce la retina, ma anche quella di migliorare la visione, chiudendo la pupilla, per aumentare la profondità di fuoco (più utile alle brevi distanze), e ridurre le aberrazioni. Attraverso il muscolo sfintere della pupilla che circonda il suo margine, avviene il restringimento del foro (miosi), che salvaguardia la retina dalla fortissima luminosità della luce solare (entro alcuni limiti). Al contrario, quando la luce è scarsa, il muscolo dilatatore della pupilla, disposto a raggiera, porta alla sua dilatazione (midriasi).

## Patologia
L'aniridia è la mancanza dell'iride. Se congenita è dovuta ad una mutazione del gene Pax6 che causa una mancanza dello sviluppo del margine del calice ottico.
L'iridodialisi è una separazione localizzata o una lacerazione dell'iride dal suo attaccamento al corpo ciliare.